# Malombo (Cameroun)
Malombo (ou Molombo) est un village de la commune de Nyambaka situé dans la région de l'Adamaoua et le département de la Vina au Cameroun.

## Population
Lors du recensement de 2005, 839 personnes y ont été dénombrées.